# Jorge Patino Macaco
Jorge Luis Patino, mais conhecido como Jorge Patino "Macaco" (São Paulo, 8 de maio de 1973), é um lutador brasileiro de artes marciais mistas. Seu estilo é baseado em suas habilidades no jiu-jítsu brasileiro. Patino competiu em grandes organizações como UFC, PRIDE, Strikeforce, Legacy FC, Jungle Fight, Pancrase, World Series of Fighting, Cage Rage, and Titan FC e começou sua carreira em 1995, na época do vale-tudo.
Ele ficou conhecido por suas duas lutas contra José "Pelé" Landi-Jons. Ele tem vitória notável sobre Ronaldo "Jacaré" Souza na estreia de Jacaré no vale tudo que mais tarde viraram amigos e chegaram a treinar juntos.
Patino é o líder da equipe Macaco Gold Team, equipe que conta com filiais por todo o mundo, e é parceiro da Chute Boxe Diego Lima. Macaco desempenha um papel importante na formação e orientação de outros lutadores. Ele deu a faixa preta e é treinador de jiu-jitsu o ex-campeão peso-leve do UFC Charles "do Bronx" Oliveira.

## Biografia
Macaco começou a treinar Jiu-jitsu Brasileiro quando era jovem, no ano de 1991, alcançando a faixa preta em 1998.

## Carreira no MMA
Jorge começou a competir no vale tudo no ano de 1995, derrotando três oponentes no evento independente Circuito de Lutas 1. Macaco fez uma sequência de vitórias, derrotando vários oponentes, antes de ser nocauteado por João Bosco no Torneio dos Gladiadores 2, seu segundo oponente na noite. Depois, Jorge lutou no BVF 6 – Campeonato Brasileiro de Vale Tudo 1, onde ele derrotou Anderson Lima por nocaute, Erico Correia por finalização com golpes, e então enfrentou José Landi-Jons, também conhecido como Pelé, em uma luta épica. Após quase 15 minutos de luta, Pelé derrotou Macaco, fazendo-o desistir com golpes. Os dois então fizeram uma revanche, onde novamente Landi-Jons ganhou. Em um feito histórico, aos 49 anos, Macaco conquistou o cinturão do Thunder Fight 43, realizado em São Paulo-SP, no dia 14 de abril de 2023,.

### Lutando no exterior
Macaco então assinou com o UFC, onde ele enfrentou o Campeão Meio Médio do UFC Pat Miletich no UFC 18. O campeão defendeu com sucesso seu título, derrotando Patino por decisão unânime. Macaco então foi lutar na promoção japonesa DEEP, empatando com Daisuke Ishii. Suas próximas duas lutas aconteceram no Brasil, pelo Meca World Vale Tudo, onde ele enfrentou Gustavo "Ximú" Machado. Jorge teve um corte em seu pé enquanto jogava futebol, e foi para a luta ainda com pontos e curativos. Ximú aproveitou a oportunidade, e derrotou Patino com uma chave de calcanhar, depois garantindo uma revanche a seu oponente. Depois, no Meca World Vale Tudo 8, Luiz Cláudio das Dores enfrentou Macaco, mas a luta foi mudada para Sem Resultado devido a uma má interrupção do árbitro. Em 2003, no primeiro evento do Jungle Fight, Macaco enfrentou Ronaldo Souza, mais conhecido como Jacaré. Patino nocauteou Jacaré no primeiro round da luta, onde era a estréia de Jacaré no MMA.
Depois, Macaco então retornou ao Meca, derrotando Luiz Brito no Meca World Vale Tudo 10 por decisão dividida. Após isso, ele lutou na promoção japonesa Pride FC, no Pride Bushido 3, onde ele enfrentou Kazuo Misaki. Misaki venceu por decisão unânime, e esse foi o fim de Jorge Patino no Pride.
Após Nate Moore ter que se retirar da luta contra o Campeão Mundial de Jiu Jitsu Brasileiro André Galvão no Strikeforce, Patino aceitou a luta a pouco tempo do evento Strikeforce: Houston. Porém, ele foi derrotado no terceiro round com socos.

### Legacy Fighting Championships
Em sua estreia na organização, Patino derrotou Pete Spratt por decisão dividida em 16 de setembro de 2011 para conquistar o Título dos Meio Médios no Legacy FC 8.
Em 16 de dezembro de 2011 ele enfrentou Mike Bronzoulis e o derrotou por decisão unânime, para defender seu título no evento principal do Legacy FC 9.
Em 11 de maio de 2012 Patino desceu para a categoria dos leves para enfrentar Jesus Rivera no evento principal do Legacy FC 11, pelo Título Peso Leve Vago. Porém, um dia antes da luta acontecer, Rivera desistiu da luta e o estreante Clay Hantz aceitou a luta em cima da hora.

### Thunder Fight Legends

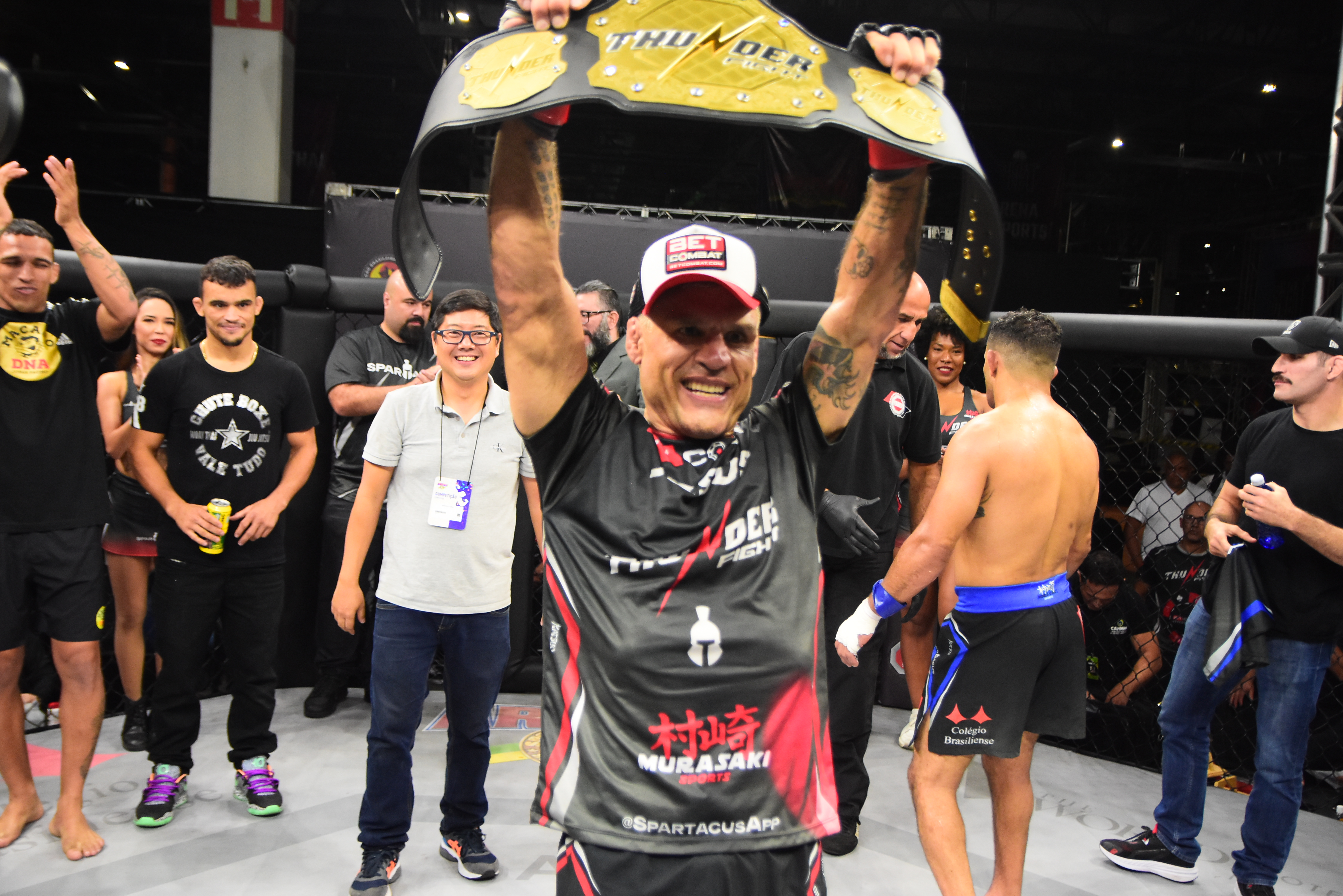
Aos 49 anos, Jorge Patino "Macaco" no Thunder Fight 43 Championship em São Paulo, com o apoio de Charles "do Bronx" Oliveira em seu córner.

Aos 49 anos, Jorge Patino "Macaco" surpreendeu os fãs em seu retorno ao MMA durante a 43ª edição do Thunder Fight, que aconteceu no evento multiesportivo Arnold Classic South America, em São Paulo. O experiente Macaco triunfou em sua luta contra Serginho Soares, que desistiu no 4º round, conquistando assim o cinturão Legends.

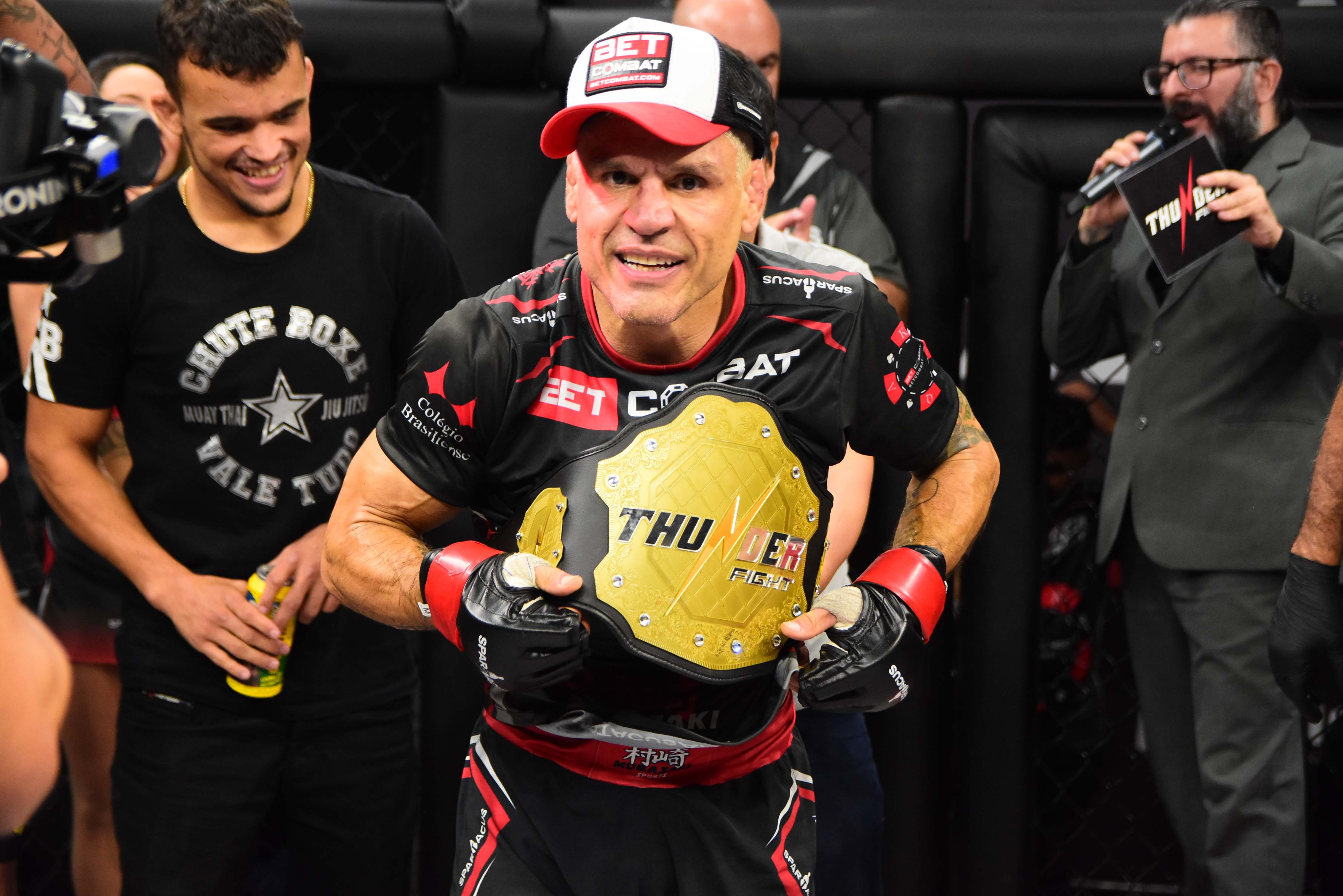
Jorge Patino macaco Campeão Thunder Fight 43 Legend

O evento só foi possível graças ao apoio da equipe Chute Box Diego Lima, de seu pupilo Charles Oliveira e da BetCombat, que desempenharam um papel fundamental na realização da competição. Além disso, é importante destacar que o oponente de Macaco estava 10 kg acima do peso, mas mesmo assim, Macaco mostrou estar excepcionalmente bem preparado, tanto física quanto mentalmente, para enfrentar o desafio.

## Campeonatos e realizações
- Legacy Fighting Championship
  - Título Peso Leve do Legacy FC (Uma vez, perdeu para Carlos Diego Ferreira)
  - Uma defesa de título
  - Título Peso Meio Médio do Legacy FC (Uma vez)
  - Duas defesa de título
- Predator Fighting Championship
  - Título Peso Leve do Predator FC (Uma vez)
- Max Spot
  - Título Peso Leve do Max Sport (Uma vez)
- Fight Masters Combat
  - Título Peso Leve do FMC (Uma vez)
- Real Fight
  - Título Peso Leve do Real Fight (Uma vez)
- Thunder Fight
  - Título Peso Leve do Thunder Fight (Uma vez)
  - Thunder Fight 43
  - Campeão Peso Leve do Thunder Fight Legend (Uma vez)

## Cartel no MMA
| Cartel no MMA   |             |             |
| 56 lutas        | 38 vitórias | 15 derrotas |
| Por nocaute     | 13          | 4           |
| Por finalização | 16          | 2           |
| Por decisão     | 9           | 9           |
| Empates         | 2           | 2           |
| No contest      | 1           | 1           |

| Res.    | Cartel      | Oponente                    | Método                                 | Evento                                      | Data       | Round | Tempo | Local                            | Notas |
| ------- | ----------- | --------------------------- | -------------------------------------- | ------------------------------------------- | ---------- | ----- | ----- | -------------------------------- | --- |
| Vitória | 39-19-2 (2) | Sergio Soares               | Nocaute Técnico (abandono)             | Thunder Fight 4                             | 14/04/2023 | 3     | 5:00  | São Paulo                        | |
| NC      | 38-19-2 (2) | Yousef Wehbe                | Sem Resultado (anulada)                | Battlefield: The Great Beginning            | 18/03/2017 | 1     | 4:50  | Seul                             | Luta no meio-médio. Originalmente uma vitória de Patino, o resultado dessa luta foi posteriormente alterado para No Contest devido a um erro do árbitro. |
| Derrota | 38-19-2 (1) | Sabah Homasi                | Nocaute (soco)                         | Titan FC 40                                 | 05/08/2016 | 2     | 1:18  | Coral Gables, Flórida            | |
| Derrota | 38-18-2 (1) | Alexander Sarnavskiy        | Decisão (unânime)                      | Abu Dhabi Warriors 4                        | 24/05/2016 | 3     | 5:00  | Abu Dhabi                        | |
| Derrota | 38-17-2 (1) | João Zeferino               | Finalização (chave de calcanhar)       | WSOF 25                                     | 20/11/2015 | 1     | 1:24  | Phoenix, Arizona                 | Semifinal do torneio do leves do WSOF. |
| Derrota | 38-16-2 (1) | Islam Mamedov               | Decisão (unânime)                      | WSOF 25                                     | 20/11/2015 | 2     | 5:00  | Phoenix, Arizona                 | Quartas de final do torneio do leves do WSOF. |
| Vitória | 38-15-2-1   | Celsinho Vinícius           | Decisão (unânime)                      | Thunder Fight 4                             | 20/06/2015 | 5     | 5:00  | São Paulo                        | Ganhou o Título Peso leve do Thunder Fight. |
| Vitória | 37-15-2-1   | Sergio Soares               | Nocaute tecnico                        | Real Fight 12                               | 13/12/2014 | 4     |       | São José dos Campos, São Paulo   | Ganhou o Título Peso leve do Real Fight. |
| Vitória | 36-15-2-1   | Eric Reynolds               | Decisão (unânime)                      | WSOF 15                                     | 15/11/2014 | 3     |       | Tampa, Florida                   | |
| Derrota | 35-15-2-1   | Luis Palomino               | Nocaute (socos)                        | WSOF 8: Gaethje vs. Patishnock              | 18/01/2014 | 2     | 4:20  | Hollywood, Flórida               | |
| Vitória | 35-14-2-1   | Wagner Galeto               | Nocaute Técnico (interrupção médica)   | FMC 1: Macaco vs. Galeto                    | 07/12/2013 | 3     | 2:32  | São Paulo                        | Ganhou o Título Peso leve do FMC. |
| Derrota | 34-14-2-1   | Carlos Diego Ferreira       | Decisão (unânime)                      | Legacy FC 25                                | 15/11/2013 | 5     | 5:00  | Houston, Texas                   | Perdeu o Título Peso Leve do Legacy FC. |
| Vitória | 34-13-2-1   | Efrain Escudero             | Decisão (dividida)                     | Max Sport: 13.2                             | 11/05/2013 | 3     | 5:00  | São Paulo                        | Ganhou o Título Peso Leve do Max Sport |
| Empate  | 33-13-2-1   | Isao Kobayashi              | Empate (unânime)                       | Pancrase 246                                | 17/03/2013 | 3     | 5:00  | Tóquio                           | |
| Vitória | 33-13-1-1   | Derrick Krantz              | Finalização (triângulo com guilhotina) | Legacy FC 18                                | 01/03/2013 | 2     | 3:07  | Houston, Texas                   | Defendeu o Título Meio Médio do Legacy FC. |
| Vitória | 32-13-1-1   | Gerson Cordeiro             | Finalização (mata leão)                | Predador FC 22                              | 20/10/2012 | 1     | N/A   | São José do Rio Preto, São Paulo | Ganhou o Título Peso Leve Vago do Predator FC. |
| Vitória | 31-13-1-1   | Clay Hantz                  | Nocaute (socos)                        | Legacy FC 11                                | 11/05/2012 | 1     | 1:04  | Houston, Texas                   | Ganhou o Título Peso Leve do Legacy FC. |
| Vitória | 30-13-1-1   | Mike Bronzoulis             | Decisão (unânime)                      | Legacy FC 9                                 | 16/12/2011 | 5     | 5:00  | Houston, Texas                   | Defendeu o Título Meio Médio do Legacy FC. |
| Vitória | 29-13-1-1   | Pete Spratt                 | Decisão (dividida)                     | Legacy FC 8                                 | 16/09/2011 | 5     | 5:00  | Houston, Texas                   | Ganhou o Título Meio Médio do Legacy FC. |
| Vitória | 28-13-1-1   | Cleburn Walker              | Finalização (neck crank)               | Quality Entertainment                       | 09/04/2011 | 1     | 3:57  | Austin, Texas                    | |
| Derrota | 27-13-1-1   | André Galvão                | Nocaute Técnico (socos)                | Strikeforce: Houston                        | 21/08/2010 | 3     | 2:45  | Houston, Texas                   | |
| Derrota | 27-12-1-1   | Roan Carneiro               | Decisão (unânime)                      | Shine Fights 2: ATT vs. The World           | 04/09/2009 | 3     | 5:00  | Miami, Florida                   | |
| Vitória | 27-11-1-1   | Beau Baker                  | Decisão (unânime)                      | KAP: The Return of Macaco                   | 07/02/2009 | 3     | 5:00  | Newark, New Jersey               | |
| Derrota | 26-11-1-1   | Kyacey Uscola               | Decisão (unânime)                      | PFP: Ring of Fire                           | 09/12/2007 | 3     | 5:00  | Manila                           | |
| Vitória | 26-10-1-1   | Gustavo Machado             | Decisão (dividida)                     | Predador FC 6: Octagon                      | 25/08/2007 | 3     | 5:00  | São Paulo                        | |
| Derrota | 25-10-1-1   | Luis Santos                 | Decisão (unânime)                      | Midway Fight                                | 10/05/2007 | 3     | 5:00  | São Paulo                        | |
| Derrota | 25-9-1-1    | Fernando "Margarida" Pontes | Decisão (unânime)                      | Showfight 5                                 | 09/11/2006 | 3     | 5:00  | São Paulo                        | |
| Vitória | 25-8-1-1    | Roberto Godoi               | Nocaute Técnico (socos)                | Super Challenge 1                           | 07/10/2006 | 2     | 5:00  | Barueri, São Paulo               | |
| Vitória | 24-8-1-1    | Curtis Stout                | Decisão (unânime)                      | Cage Rage 16: Critical Condition            | 22/04/2006 | 3     | 5:00  | Londres                          | |
| Derrota | 23-8-1-1    | Eduardo Pamplona            | Decisão (unânime)                      | Showfight 4                                 | 06/04/2006 | 3     | 5:00  | São Paulo                        | |
| Vitória | 23-7-1-1    | Gabriel Vella               | Nocaute (socos)                        | Showfight 3                                 | 21/10/2005 | 1     | 1:40  | São Paulo                        | |
| Vitória | 22-7-1-1    | Carlos Baruch               | Nocaute Técnico (socos)                | Jungle Fight 4                              | 21/05/2005 | 2     | 3:57  | Manaus, Amazonas                 | |
| Vitória | 21-7-1-1    | Boris Jonstomp              | Finalização (triângulo de braço)       | Jungle Fight 3                              | 23/10/2004 | 2     | N/A   | Manaus, Amazonas                 | |
| Derrota | 20-7-1-1    | Delson Heleno               | Decisão (unânime)                      | Meca World Vale Tudo 11                     | 05/06/2004 | 3     | 5:00  | Teresópolis, Rio de Janeiro      | |
| Derrota | 20-6-1-1    | Kazuo Misaki                | Decisão (unânime)                      | Pride Bushido 3                             | 25/05/2004 | 2     | 5:00  | Yokohama                         | |
| Vitória | 20-5-1-1    | Luis Brito                  | Decisão (dividida)                     | Meca World Vale Tudo 10                     | 20/12/2003 | 3     | 5:00  | Curitiba, Paraná                 | |
| Vitória | 19-5-1-1    | Ronaldo Souza               | Nocaute (soco)                         | Jungle Fight 1                              | 13/09/2003 | 1     | 3:13  | Manaus, Amazonas                 | |
| NC      | 18-5-1-1    | Luiz Claudio das Dores      | Sem Resultado (interrupção prematura)  | Meca World Vale Tudo 8                      | 16/05/2003 | 1     | 4:36  | Curitiba, Paraná                 | |
| Derrota | 18-5-1      | Gustavo Machado             | Finalização (chave de calcanhar)       | Meca World Vale Tudo 6                      | 31/01/2002 | 1     | 2:00  | Curitiba, Paraná                 | |
| Empate  | 18-4-1      | Daisuke Ishii               | Empate                                 | Deep: 1st Impact                            | 08/01/2001 | 3     | 5:00  | Nagoya                           | |
| Derrota | 18-4        | Pat Miletich                | Decisão (unânime)                      | UFC 18                                      | 08/01/1999 | 1     | 21:00 | New Orleans, Louisiana           | Pelo Cinturão Meio Médio do UFC. |
| Derrota | 18-3        | José Landi-Jons             | Nocaute Técnico (corte)                | World Vale Tudo Championship 4              | 16/03/1997 | 1     | 9:37  | Brasil                           | |
| Derrota | 18-2        | José Landi-Jons             | Finalização (golpes)                   | BVF 6: Campeonato Brasileiro de Vale Tudo 1 | 01/11/1996 | 1     | 14:19 | Brasil                           | |
| Vitória | 18-1        | Erico Correia               | Finalização (golpes)                   | BVF 6: Campeonato Brasileiro de Vale Tudo 1 | 01/11/1996 | 1     | 0:47  | Brasil                           | |
| Vitória | 17-1        | Anderson Lima               | Nocaute (socos)                        | BVF 6: Campeonato Brasileiro de Vale Tudo 1 | 01/11/1996 | 1     | 0:50  | Brasil                           | |
| Derrota | 16-1        | Joao Bosco                  | Nocaute (socos)                        | Torneio dos Gladiadores 2                   | 16/08/1996 | 1     | 0:33  | Brasil                           | |
| Vitória | 16-0        | Carlos Arantes              | Nocaute Técnico (socos)                | Torneio de Gladiadores 2                    | 16/08/1996 | 1     | 1:20  | Brasil                           | |
| Vitória | 15–0        | Joao Joao                   | Nocaute Técnico (socos)                | Torneio de Gladiadores 2                    | 16/08/1996 | 1     | 0:17  | Brasil                           | |
| Vitória | 14–0        | Claudio Neves               | Finalização (mata leão)                | Torneio de Gladiadores 1                    | 24/06/1996 | 1     | 3:50  | São Paulo                        | |
| Vitória | 13–0        | Antonio Pedra               | Finalização (keylock)                  | Torneio de Gladiadores 1                    | 24/06/1996 | 1     | 2:19  | São Paulo                        | |
| Vitória | 12–0        | Reinaldo Chagas             | Nocaute Técnico (cotoveladas)          | Torneio de Gladiadores 1                    | 24/06/1996 | 1     | 0:59  | São Paulo                        | |
| Vitória | 11-0        | Pedro Leao                  | Nocaute Técnico (interrupção médica)   | Natal Freestyle 1                           | 10/05/1996 | 1     | 6:14  | Natal, Rio Grande do Norte       | |
| Vitória | 10-0        | Kiko Boxe                   | Nocaute Técnico (socos)                | Natal Freestyle 1                           | 10/05/1996 | 1     | 0:48  | Natal, Rio Grande do Norte       | |
| Vitória | 9-0         | Silvio Karate               | Finalização (guilhotina)               | Natal Freestyle 1                           | 10/05/1996 | 1     | 0:29  | Natal, Rio Grande do Norte       | |
| Vitória | 8–0         | Ivo dos Reis                | Finalização (golpes)                   | Circuito de Lutas 3                         | 12/09/1995 | 1     | 1:01  | São Paulo                        | |
| Vitória | 7–0         | Guaracy Pereira             | Finalização (golpes)                   | Circuito de Lutas 3                         | 12/09/1995 | 1     | 1:07  | São Paulo                        | |
| Vitória | 6–0         | Claudionor Cardoso da Silva | Finalização (triângulo)                | Circuito de Lutas 2                         | 05/07/1995 | 1     | 3:06  | São Paulo                        | |
| Vitória | 5–0         | Jose de Campos              | Finalização (mata leão)                | Circuito de Lutas 2                         | 05/07/1995 | 1     | 0:57  | São Paulo                        | |
| Vitória | 4–0         | Paulo de Jesus              | Finalização (socos)                    | Circuito de Lutas 2                         | 05/07/1995 | 1     | 0:27  | São Paulo                        | |
| Vitória | 3–0         | Claudionor Cardoso da Silva | Finalização (chave de braço)           | Circuito de Lutas 1                         | 01/04/1995 | 1     | 0:28  | São Paulo                        | |
| Vitória | 2–0         | Ricardo Antiorio            | Finalização (socos)                    | Circuito de Lutas 1                         | 01/04/1995 | 1     | 0:27  | São Paulo                        | |
| Vitória | 1–0         | Dulcino Silva               | Finalização (mata leão)                | Circuito de Lutas 1                         | 01/04/1995 | 1     | 0:16  | São Paulo                        | |